# Juventus Next Gen 2024-2025
Questa voce raccoglie le informazioni riguardanti la Juventus Next Gen nelle competizioni ufficiali della stagione 2024-2025.

## Stagione
L'annata 2024-2025 della seconda squadra bianconera inizia con un cambio di guida tecnica, con Massimo Brambilla che lascia il posto a Paolo Montero. La rosa, per quanto concerne i fuoriquota, oltre alla conferma di Guerra e Poli vede l'ingaggio di Scaglia.
Altre novità, stavolta sul versante logistico, riguardano il campo di gioco, col trasferimento da Alessandria a Biella quale terreno casalingo, e il calendario del campionato, coi piemontesi inseriti per la prima volta nel girone C della Serie C, quello dell'Italia meridionale; ciò a causa della contemporanea presenza nei gironi A e B di altre due seconde squadre, quelle dell'Atalanta U23 e del Milan Futuro.
La Next Gen fa il suo debutto stagionale in Coppa Italia Serie C, durante il precampionato, dove viene estromessa al primo turno per via della sconfitta 2-1 sul campo della Giana Erminio. La precoce eliminazione in coppa è il preludio a un avvio di campionato oltremodo negativo, con una sola vittoria nelle prime 14 partite: il 12 novembre 2024, con la squadra ancorata da settimane all'ultimo posto in classifica, la società decide di sollevare dall'incarico Montero e di richiamare in panchina Brambilla.
Con la nuova gestione tecnica, la squadra cambia volto – si mettono in evidenza nell'undici base il portiere Daffara, il difensore Turicchia, i centrocampisti Adžić, Macca e Cudrig, e gli attaccanti Afena-Gyan e Guerra – e nel giro di un semestre risale repentinamente la classifica, passando dal rischio retrocessione alla qualificazione play-off, peraltro ottenuta con un turno di anticipo.
Al termine della stagione regolare, quindi la Next Gen partecipa alla prima fase dei play-off: al primo turno sovverte il fattore campo, battendo il Benevento con una larga vittoria per 5-1, mentre non riesce a superare il secondo turno a causa di un pareggio a reti bianche sul campo del Crotone, insufficiente ai piemontesi per via del peggiore piazzamento conseguito in regular season rispetto ai calabresi.

## Divise e sponsor
Il fornitore tecnico per la stagione 2024-2025 è adidas, mentre per quanto riguarda gli sponsor ufficiali, per la prima volta non è presente un main sponsor; è invece presente il training kit sponsor Omada.
La prima divisa consta di una maglia caratterizzata da girocollo e palatura molto ampia – due strisce nere e tre bianche –, con una grafica che richiama quella della superficie lunare; pantaloncini e calzettoni sono entrambi neri. La seconda divisa, composta da una maglia gialla con inserti rosa e blu, abbinata a pantaloncini e calzettoni avorio, è ispirata anch'essa ad atmosfere spaziali. La terza divisa, che trae spunto dai riflessi lunari nella sfera celeste, è composta da un completo blu marino con dettagli dorati: rispetto alle altre divise stagionali, questa si differenzia per l'uso – come stemma – della storica silhouette della zebra rampante, già secondary logo juventino tra la fine degli anni 70 e l'inizio degli anni 90 del XX secolo.
| Casa | Trasferta | Terza divisa |

Per i portieri sono disponibili quattro divise in varianti rosso, verde, grigio e azzurro.
| 1ª portiere | 2ª portiere | 3ª portiere | 4ª portiere |

## Organigramma societario
Area sportiva
- Head of Next Gen Area: Claudio Chiellini[27]
- Next Gen Team Manager: Marco Lombardo

Area tecnica
- Allenatore: Paolo Montero,[29] poi Massimo Brambilla[30]
- Allenatore in seconda: Francesco Spanò,[29] poi Christian Terni[30]
- Collaboratore tecnico: Edoardo Sacchini
- Preparatore dei portieri: Daniele Borri
- Collaboratore preparatore dei portieri: Pietro Pipolo
- Preparatori atletici: Daniele Palazzolo, Stefano Vetri, Alberto Pasini[30]
- Match Analyst: Matteo Poletti

Area sanitaria
- Centro medico: J-Medical

## Rosa
Rosa aggiornata al 25 marzo 2025.
| N. |                       | Ruolo | Calciatore               |
| -- | --------------------- | ----- | ------------------------ |
| 1  | Slovacchia (bandiera) | P     | Jakub Vinarčík           |
| 1  | Italia (bandiera)     | P     | Giovanni Garofani        |
| 3  | Ghana (bandiera)      | A     | Felix Afena-Gyan         |
| 4  | Brasile (bandiera)    | D     | Pedro Felipe             |
| 5  | Italia (bandiera)     | C     | Federico Macca           |
| 6  | Curaçao (bandiera)    | C     | Livano Comenencia        |
| 7  | Italia (bandiera)     | D     | Gabriele Mulazzi         |
| 9  | Italia (bandiera)     | A     | Tommaso Mancini          |
| 10 | Italia (bandiera)     | A     | Lorenzo Anghelè          |
| 11 | Italia (bandiera)     | C     | Nicolò Cudrig            |
| 13 | Italia (bandiera)     | D     | Fabrizio Poli (capitano) |
| 15 | Italia (bandiera)     | D     | Federico Savio           |
| 16 | Italia (bandiera)     | C     | Luca Amaradio            |
| 17 | Italia (bandiera)     | A     | Simone Guerra            |
| 18 | Italia (bandiera)     | C     | Nicolò Ledonne           |
| 19 | Svezia (bandiera)     | D     | Jonas Rouhi              |
| 20 | Italia (bandiera)     | A     | Marco Da Graca           |
| 21 | Norvegia (bandiera)   | C     | Martin Palumbo           |
| 23 | Italia (bandiera)     | D     | Filippo Scaglia          |
| 24 | Italia (bandiera)     | D     | Alessandro Citi          |
| 25 | Italia (bandiera)     | P     | Simone Scaglia           |

| N. |                       | Ruolo | Calciatore               |
| -- | --------------------- | ----- | ------------------------ |
| 26 | Spagna (bandiera)     | D     | Javier Gil Puche         |
| 27 | Italia (bandiera)     | P     | Simone Cat Berro         |
| 28 | Italia (bandiera)     | C     | Augusto Owusu            |
| 29 | Italia (bandiera)     | P     | Matteo Fuscaldo          |
| 30 | Italia (bandiera)     | P     | Giovanni Daffara         |
| 31 | Austria (bandiera)    | D     | David Puczka             |
| 32 | Italia (bandiera)     | D     | Riccardo Stivanello      |
| 33 | Italia (bandiera)     | D     | Clemente Perotti         |
| 34 | Italia (bandiera)     | D     | Stefano Turco            |
| 40 | Italia (bandiera)     | D     | Lorenzo Villa            |
| 41 | Italia (bandiera)     | C     | Valdes Ngana             |
| 42 | Belgio (bandiera)     | C     | Daouda Peeters           |
| 44 | Italia (bandiera)     | C     | Tommaso Maressa          |
| 44 | Senegal (bandiera)    | A     | Serigne Deme             |
| 45 | Montenegro (bandiera) | C     | Vasilije Adžić           |
| 46 | Italia (bandiera)     | D     | Riccardo Turicchia       |
| 73 | Italia (bandiera)     | C     | Giacomo Faticanti        |
| 74 | Grecia (bandiera)     | C     | Christos Papadopoulos    |
| 77 | Argentina (bandiera)  | A     | Juan Ignacio Quattrocchi |
| 79 | Portogallo (bandiera) | A     | Luís Semedo              |
| 99 | Italia (bandiera)     | C     | Alessandro Pietrelli     |

## Calciomercato

### Sessione estiva(dall'1/7 al 30/8)
| Acquisti         | Acquisti                 | Acquisti           | Acquisti                         |
| ---------------- | ------------------------ | ------------------ | -------------------------------- |
| P                | Stefano Gori             | Monza              | fine prestito                    |
| D                | Tommaso Barbieri         | Pisa               | fine prestito                    |
| D                | Koni De Winter           | Genoa              | prestito con obbligo di riscatto |
| D                | Facundo González         | Sampdoria          | fine prestito                    |
| D                | Dean Huijsen             | Roma               | fine prestito                    |
| D                | Filippo Scaglia          | Südtirol           | definitivo                       |
| C                | Marley Aké               | Yverdon            | fine prestito                    |
| C                | Enzo Barrenechea         | Frosinone          | fine prestito                    |
| A                | Felix Afena-Gyan         | Cremonese          | prestito                         |
| A                | Félix Correia            | Gil Vicente        | fine prestito                    |
| A                | Christopher Lungoyi      | Yverdon            | fine prestito                    |
| A                | Marco Olivieri           | Venezia            | fine prestito                    |
| Altre operazioni |                          |                    |                                  |
| R.               | Nome                     | a                  | Modalità                         |
| D                | Alessandro Citi          | Pro Vercelli       | fine prestito                    |
| D                | Davide De Marino         | Virtus Francavilla | fine prestito                    |
| D                | Alessandro Minelli       | Pro Patria         | fine prestito                    |
| D                | Jean-Claude Ntenda       | Sion               | fine prestito                    |
| D                | David Puczka             | Admira Wacker M.   | definitivo                       |
| D                | Alessandro Pio Riccio    | Modena             | fine prestito                    |
| D                | Riccardo Stivanello      | Bologna            | prestito                         |
| C                | Mattia Compagnon         | Feralpisalò        | fine prestito                    |
| C                | Giacomo Faticanti        | Lecce              | prestito con diritto di riscatto |
| C                | Federico Macca           | Virtus Entella     | definitivo                       |
| C                | Tommaso Maressa          | Bellinzona         | fine prestito                    |
| C                | Christos Papadopoulos    | Genoa              | prestito                         |
| C                | Daouda Peeters           | Südtirol           | fine prestito                    |
| C                | Alessandro Sersanti      | Lecco              | fine prestito                    |
| C                | Andrea Valdesi           | Giugliano          | fine prestito                    |
| A                | Luca Amaradio            | Derthona           | definitivo                       |
| A                | Nicolò Cudrig            | Perugia            | fine prestito                    |
| A                | Ferdinando Del Sole      | Latina             | fine prestito                    |
| A                | Mirco Lipari             | Recanatese         | fine prestito                    |
| A                | Emanuele Pecorino        | Südtirol           | fine prestito                    |
| A                | Juan Ignacio Quattrocchi | Estudiantes (LP)   | definitivo                       |
| A                | Luís Semedo              | Sunderland         | prestito                         |

| Cessioni         | Cessioni                 | Cessioni     | Cessioni                                     |
| R.               | Nome                     | a            | Modalità                                     |
| ---------------- | ------------------------ | ------------ | -------------------------------------------- |
| P                | Stefano Gori             | Spezia       | prestito                                     |
| D                | Koni De Winter           | Genoa        | riscatto prestito                            |
| D                | Facundo González         | Feyenoord    | prestito                                     |
| D                | Tarik Muharemović        | Sassuolo     | prestito con opzione e obbligo di riscatto   |
| C                | Marley Aké               | Yverdon      | definitivo                                   |
| C                | Enzo Barrenechea         | Aston Villa  | definitivo (8 milioni € + 3 milioni € bonus) |
| C                | Samuele Damiani          | Palermo      | fine prestito                                |
| C                | Joseph Nonge             | Troyes       | prestito con opzione di acquisto             |
| C                | Nikola Sekulov           | Sampdoria    | prestito con obbligo di riscatto             |
| A                | Félix Correia            | Gil Vicente  | riscatto prestito                            |
| A                | Marco Olivieri           | Triestina    | definitivo                                   |
| Altre operazioni |                          |              |                                              |
| R.               | Nome                     | a            | Modalità                                     |
| P                | Giovanni Garofani        | Monopoli     | prestito                                     |
| D                | Tommaso Barbieri         | Cremonese    | definitivo                                   |
| D                | Davide De Marino         | Pro Vercelli | definitivo                                   |
| D                | Alessandro Minelli       | Giugliano    | definitivo                                   |
| D                | Alessandro Pio Riccio    | Sampdoria    | definitivo                                   |
| D                | Riccardo Stivanello      | Bologna      | fine prestito                                |
| D                | Riccardo Turicchia       | Catanzaro    | prestito                                     |
| C                | Adam Amansour            | Chieri       | prestito                                     |
| C                | Andrea Bonetti           | Renate       | definitivo                                   |
| C                | Mattia Compagnon         | Catanzaro    | prestito                                     |
| C                | Andriy Firman            | Sion         | prestito                                     |
| C                | Luis Hasa                | Lecce        | definitivo                                   |
| C                | Simone Iocolano          | Piacenza     | fine contratto                               |
| C                | Tommaso Maressa          | Carrarese    | definitivo                                   |
| C                | Joseph Nonge             | Troyes       | prestito                                     |
| C                | Dikeni Salifou           | Werder Brema | fine prestito                                |
| C                | Alessandro Sersanti      | Reggiana     | prestito                                     |
| C                | Jean-Claude Ntenda       | SPAL         | definitivo                                   |
| C                | Andrea Valdesi           | Giugliano    | definitivo                                   |
| A                | Leonardo Cerri           | Carrarese    | prestito                                     |
| A                | Emanuele Pecorino        | Frosinone    | prestito                                     |
| A                | Juan Ignacio Quattrocchi | Cavese       | prestito                                     |

### Sessione esterna(dal 31/8 all'1/1)
| Acquisti | Acquisti | Acquisti | Acquisti |
| R.       | Nome     | a        | Modalità |
| -------- | -------- | -------- | -------- |

| Cessioni         | Cessioni            | Cessioni  | Cessioni   |
| R.               | Nome                | a         | Modalità   |
| ---------------- | ------------------- | --------- | ---------- |
| A                | Christopher Lungoyi | Gaziantep | definitivo |
| Altre operazioni |                     |           |            |
| R.               | Nome                | a         | Modalità   |
| P                | Matteo Fuscaldo     | Empoli    | prestito   |

### Sessione invernale(dal 2/1 al 3/2)
| Acquisti | Acquisti                 | Acquisti      | Acquisti                                   |
| R.       | Nome                     | a             | Modalità                                   |
| -------- | ------------------------ | ------------- | ------------------------------------------ |
| P        | Matteo Fuscaldo          | Empoli        | risoluzione prestito                       |
| P        | Giovanni Garofani        | Monopoli      | risoluzione prestito                       |
| D        | Pedro Felipe             | Palmeiras     | riscattato                                 |
| D        | Riccardo Turicchia       | Catanzaro     | risoluzione prestito                       |
| D        | Lorenzo Villa            | Pineto        | prestito                                   |
| C        | Joseph Nonge             | Troyes        | risoluzione prestito                       |
| C        | Alessandro Pietrelli     | Feralpisalò   | prestito con diritto e obbligo di riscatto |
| A        | Juan Ignacio Quattrocchi | Cavese        | risoluzione prestito                       |
| A        | Serigne Deme             | Sasso Marconi | definitivo                                 |

| Cessioni         | Cessioni           | Cessioni      | Cessioni                         |
| R.               | Nome               | a             | Modalità                         |
| ---------------- | ------------------ | ------------- | -------------------------------- |
| C                | Martin Palumbo     | Avellino      | prestito con obbligo di riscatto |
| Altre operazioni |                    |               |                                  |
| R.               | Nome               | a             | Modalità                         |
| P                | Jakub Vinarčík     | Arouca        | prestito                         |
| D                | Pedro Felipe       | Palmeiras     | fine prestito                    |
| C                | Nicolò Ledonne     | Giana Erminio | prestito                         |
| C                | Joseph Nonge       | Servette      | prestito                         |
| A                | Marco Da Graca     | Novara        | definitivo                       |
| A                | Gianmarco Di Biase | Pergolettese  | prestito                         |

### Sessione esterna(dal 4/2 al 30/6)
| Acquisti | Acquisti | Acquisti | Acquisti |
| R.       | Nome     | a        | Modalità |
| -------- | -------- | -------- | -------- |

| Cessioni | Cessioni         | Cessioni         | Cessioni   |
| R.       | Nome             | a                | Modalità   |
| -------- | ---------------- | ---------------- | ---------- |
| P        | Matteo Fuscaldo  | Sion             | prestito   |
| D        | Gabriele Mulazzi | Sion             | definitivo |
| C        | Daouda Peeters   | Las Vegas Lights | definitivo |

## Risultati

### Serie C

#### Girone di andata
| Arbitro: | Ursini (Pescara) |

|                                             |           |                                                    |
| Palumbo 43’ Amaradio 90+3’ Stivanello 90+6’ | Marcatori | 12’, 28’ Cuppone 20’ Salvemini 75’ (rig.) Gagliano |

| Arbitro: | Di Reda (Molfetta) |

|                                 |           |                                                  |
| Paglino 16’ Galletta 19’ (rig.) | Marcatori | 21’ Da Graca 43’ (rig.) Anghelè 89’ Papadopoulos |

| Arbitro: | Grasso (Ariano Irpino) |

|                |           |                                      |
| Afena-Gyan 79’ | Marcatori | 25’ Anastasio 61’ Inglese 84’ Quaini |

| Monopoli 14 settembre 2024, ore 18:30 CEST 4ª giornata | Monopoli         | 0 – 0 referto | Juventus Next Gen | Stadio Vito Simone Veneziani (3 096 spett.)\| Arbitro: \| Mucera[103] (Palermo) \| |
| Arbitro:                                               | Mucera (Palermo) |               |                   |                                                                                    |

| Arbitro: | Renzi (Pesaro) |

|            |           |            |
| Ciotti 14’ | Marcatori | 48’ Guerra |

| Arbitro: | Allegretta (Molfetta) |

|            |           |            |
| Cudrig 47’ | Marcatori | 59’ Energe |

| Arbitro: | Ancora (Roma 1) |

|                                            |           |             |
| Manconi 27’ Simonetti 37’, 59’ Lamesta 40’ | Marcatori | 22’ Palumbo |

| Arbitro: | Baratta (Rossano) |

|                         |           |                                          |
| Palumbo 2’ Da Graca 63’ | Marcatori | 21’ Schimmenti 43’ D'Auria 49’ Castorani |

| Arbitro: | Leone (Barletta) |

|           |           |  |
| Balde 11’ | Marcatori |  |

| Arbitro: | Pezzopane (L'Aquila) |

|  |           |                                    |
|  | Marcatori | 31’ Rigione 82’ Vano 90+2’ Mutanda |

| Arbitro: | Picardi (Viareggio) |

|                             |           |  |
| Palermo 45+4’ Minesso 90+2’ | Marcatori |  |

| Arbitro: | Djurdjevic (Trieste) |

|  |           |                  |
|  | Marcatori | 89’ De Francesco |

| Biella 3 novembre 2024, ore 15:00 CET 13ª giornata | Juventus Next Gen   | 0 – 0 referto | Latina | Stadio Alessandro La Marmora - Vittorio Pozzo (398 spett.)\| Arbitro: \| Di Cicco[113] (Lanciano) \| |
| Arbitro:                                           | Di Cicco (Lanciano) |               |        | |

| Arbitro: | Castellone (Napoli) |

|             |           |  |
| Orlando 29’ | Marcatori |  |

| Biella 27 novembre 2024, ore 15:00 CET 15ª giornata | Juventus Next Gen | 0 – 0 Annullata referto | Turris | Stadio Alessandro La Marmora - Vittorio Pozzo (475 spett.)\| Arbitro: \| Vergaro (Bari) \| |
| Arbitro:                                            | Vergaro (Bari)    |                         |        |                                                                                            |

| Arbitro: | Silvestri (Roma 1) |

|                                |           |            |
| Puczka 22’ (aut.) Oviszach 41’ | Marcatori | 53’ Guerra |

| Arbitro: | Poli (Verona) |

|                      |           |              |
| Semedo 10’ Macca 35’ | Marcatori | 78’ Speranza |

| Arbitro: | Restaldo (Ivrea) |

|  |           |            |
|  | Marcatori | 47’ Guerra |

| Arbitro: | Di Francesco (Ostia Lido) |

|                             |           |  |
| Guerra 68’ Afena-Gyan 90+1’ | Marcatori |  |

#### Girone di ritorno
| Arbitro: | Di Francesco (Ostia Lido) |

|                                        |           |                                       |
| Visentin 29’ Tascone 35’ Salvemini 61’ | Marcatori | 11’ Palumbo 69’ Afena-Gyan 87’ Semedo |

| Arbitro: | Bozzetto (Bergamo) |

|            |           |  |
| Guerra 81’ | Marcatori |  |

| Arbitro: | Drigo (Portogruaro) |

|               |           |                           |
| Lunetta 90+4’ | Marcatori | 42’ Afena-Gyan 87’ Semedo |

| Arbitro: | Madonia (Palermo) |

|                    |           |  |
| Palumbo 75’ (rig.) | Marcatori |  |

| Arbitro: | Mirabella (Napoli) |

|                       |           |  |
| Guerra 8’ (rig.), 85’ | Marcatori |  |

| Arbitro: | Cerbasi (Arezzo) |

|            |           |              |
| Energe 27’ | Marcatori | 9’ Pietrelli |

| Arbitro: | Mucera (Palermo) |

|                      |           |  |
| Guerra 17’ Adžić 43’ | Marcatori |  |

| Arbitro: | Grasso (Ariano Irpino) |

|                |           |                |
| Schimmenti 74’ | Marcatori | 81’ Afena-Gyan |

| Biella 22 febbraio 2025, ore 17:30 CET 28ª giornata | Juventus Next Gen  | 0 – 0 referto | Giugliano | Stadio Alessandro La Marmora - Vittorio Pozzo (379 spett.)\| Arbitro: \| Silvestri[131] (Roma 1) \| |
| Arbitro:                                            | Silvestri (Roma 1) |               |           | |

| Arbitro: | De Angeli (Milano) |

|                 |           |           |
| Lescano 3’, 30’ | Marcatori | 9’ Guerra |

| Arbitro: | Manzo (Torre Annunziata) |

|               |           |                         |
| Pietrelli 60’ | Marcatori | 14’ Leonetti 76’ Grande |

| Arbitro: | Madonia (Palermo) |

|  |           |                    |
|  | Marcatori | 90+4’ (rig.) Adžić |

| Arbitro: | Gangi (Enna) |

|                               |           |                    |
| Rapisarda 14’ Zuppel 81’, 88’ | Marcatori | 51’, 60’ Turicchia |

| Arbitro: | Zago (Conegliano) |

|                            |           |  |
| Amaradio 9’ Afena-Gyan 31’ | Marcatori |  |

| Torre del Greco , ore --:-- 34ª giornata | Turris | – Cancellata | Juventus Next Gen | Stadio Amerigo Liguori |

| Arbitro: | Migliorini (Verona) |

|                                                       |           |           |
| Adžić 24’ (rig.), 73’ Pietrelli 40’ Guerra 89’ (rig.) | Marcatori | 80’ Gomez |

| Francavilla Fontana , ore --:-- 36ª giornata | Taranto | – Cancellata | Juventus Next Gen | Nuovarredo Arena |

| Arbitro: | Cerbasi (Arezzo) |

|                            |           |                  |
| Guerra 41’, 72’ Cudrig 49’ | Marcatori | 76’ (rig.) Fella |

| Arbitro: | Andreano (Prato) |

|                         |           |              |
| Tordini 22’ Luciani 28’ | Marcatori | 49’ Amaradio |

#### Play-off

##### Turni preliminari
| Arbitro: | Gianquinto (Parma) |

|                   |           |                                                 |
| Perlingieri 45+3’ | Marcatori | 14’ Pietrelli 30’, 73’ Cudrig 45+2’, 57’ Guerra |

| Crotone 7 maggio 2025, ore 20:00 CEST Secondo turno | Crotone            | 0 – 0 referto | Juventus Next Gen | Stadio Ezio Scida (4 738 spett.)\| Arbitro: \| Di Reda[147] (Molfetta) \| |
| Arbitro:                                            | Di Reda (Molfetta) |               |                   |                                                                           |

### Coppa Italia Serie C

#### Turni eliminatori
| Arbitro: | Ramondino (Palermo) |

|                          |           |            |
| Ballabio 44’ Montipò 68’ | Marcatori | 79’ Guerra |

## Statistiche

### Statistiche di squadra
Statistiche aggiornate al 7 maggio 2025.
| Competizione         | Punti | In casa | In casa | In casa | In casa | In casa | In casa | In trasferta | In trasferta | In trasferta | In trasferta | In trasferta | In trasferta | Totale | Totale | Totale | Totale | Totale | Totale | D.R. |
| Competizione         | Punti | G       | V       | N       | P       | GF      | GS      | G            | V            | N            | P            | GF           | GS           | G      | V      | N      | P      | GF     | GS     | D.R. |
| -------------------- | ----- | ------- | ------- | ------- | ------- | ------- | ------- | ------------ | ------------ | ------------ | ------------ | ------------ | ------------ | ------ | ------ | ------ | ------ | ------ | ------ | ---- |
| Serie C              | 44    | 17      | 8       | 3       | 6       | 25      | 19      | 17           | 4            | 5            | 8            | 19           | 26           | 34     | 12     | 8      | 14     | 44     | 45     | -1   |
| Play-off             | -     | 0       | 0       | 0       | 0       | 0       | 0       | 2            | 1            | 1            | 0            | 5            | 1            | 2      | 1      | 1      | 0      | 5      | 1      | +4   |
| Coppa Italia Serie C | -     | 0       | 0       | 0       | 0       | 0       | 0       | 1            | 0            | 0            | 1            | 1            | 2            | 1      | 0      | 0      | 1      | 1      | 2      | -1   |
| Totale               | -     | 17      | 8       | 3       | 6       | 25      | 19      | 20           | 5            | 6            | 9            | 25           | 29           | 37     | 13     | 9      | 15     | 50     | 48     | +2   |

### Andamento in campionato
| Giornata  | 1  | 2  | 3  | 4  | 5  | 6  | 7  | 8  | 9  | 10 | 11 | 12 | 13 | 14 | 15 | 16 | 17 | 18 | 19 | 20 | 21 | 22 | 23 | 24 | 25 | 26 | 27 | 28 | 29 | 30 | 31 | 32 | 33 | 34 | 35 | 36 | 37 | 38 |
| --------- | -- | -- | -- | -- | -- | -- | -- | -- | -- | -- | -- | -- | -- | -- | -- | -- | -- | -- | -- | -- | -- | -- | -- | -- | -- | -- | -- | -- | -- | -- | -- | -- | -- | -- | -- | -- | -- | -- |
| Luogo     | C  | T  | C  | T  | T  | C  | T  | C  | T  | C  | T  | C  | C  | T  | C  | T  | C  | T  | C  | T  | C  | T  | C  | C  | T  | C  | T  | C  | T  | C  | T  | T  | C  | T  | C  | T  | C  | T  |
| Risultato | P  | V  | P  | N  | N  | N  | P  | P  | P  | P  | P  | P  | N  | P  | -  | P  | -  | V  | V  | N  | V  | V  | V  | V  | N  | V  | N  | N  | P  | P  | V  | P  | V  | -  | V  | -  | V  | P  |
| Posizione | 19 | 11 | 13 | 14 | 14 | 14 | 17 | 18 | 19 | 19 | 19 | 19 | 19 | 19 | 19 | 19 | 19 | 18 | 16 | 17 | 16 | 16 | 15 | 13 | 13 | 12 | 13 | 12 | 12 | 10 | 10 | 11 | 10 | 10 | 9  | 9  | 9  | 9  |

Fonte:  Serie C girone C – Classifica, su lega-pro.com.
Legenda:

Luogo: C = Casa; T = Trasferta. Risultato: V = Vittoria; N = Pareggio; P = Sconfitta.